# Distrikt Huertas
Der Distrikt Huertas liegt in der Provinz Jauja in der Region Junín im zentralen Westen Perus. Der 12 km² große Distrikt wurde am 12. Januar 1954 gegründet. Beim Zensus 2017 wurden 2139 Einwohner gezählt. Im Jahr 1993 betrug die Einwohnerzahl 2173, im Jahr 2007 1865. Verwaltungssitz ist die 3380 m hoch gelegene Ortschaft Huertas mit 995 Einwohnern (Stand 2017). Huertas liegt 3,5 km ostnordöstlich der Provinzhauptstadt Jauja.

## Geografische Lage
Der Distrikt Huertas liegt zentral in der Provinz Jauja. Der Distrikt wird im Norden, im Westen sowie im Südwesten vom Flusslauf des Río Yacus begrenzt.
Der Distrikt Huertas grenzt im Südwesten an den Distrikt Jauja, im Westen an den Distrikt Pancán, im Norden an die Distrikte Yauli und Distrikt Molinos, im Nordosten an den Distrikt Julcán sowie im Südosten an die Distrikte Masma und Ataura.